# Howard Ross
Howard Ross, nombre artístico de Renato Rossini, (Roma, 10 de enero de 1941) es un actor italiano que participó en más de una setentena de películas y series de televisión, entre las décadas de 1960 y 1990.
Obtuvo sus primeros papeles importantes en películas de género peplum. A mediados de la década de 1960 adoptó el nombre artístico de Howard Ross, especializándose sobre todo en films de aventuras, giallo y policiacas.
El 22 de abril de 2015 recibió un premio por su trayectoria en el cine de aventuras italiano en el Festival de Cine de Busto Arsizio. El galardón le fue entregado por los críticos Steve Della Casa y Marco Giusti.

## Filmografía completa (cine)
- La notte dell'innominato (1962)
- Maciste contro i mongoli (1963)
- Maciste alla corte dello Zar (1964)
- Ercole l'invincibile (1964)
- Maciste nell'inferno di Gengis Khan (1964)
- Anthar l'invincibile (1964)
- Il trionfo di Ercole (1964)
- Una spada per l'impero (1964)
- Ercole, Sansone, Maciste e Ursus gli invincibili (1964)
- La rivolta dei sette (1964)
- Kindar l'invulnerabile (1965)
- La magnifica sfida (1965)
- I 4 inesorabili (1965)
- Ringo del Nebraska (1966)
- Missione sabbie roventi (1966)
- Zorro il ribelle (1966)
- Dalle Ardenne all'inferno (1967)
- Wanted Johnny Texas (1967)
- Attentato ai tre grandi (1967)
- 15 forche per un assassino (1967)
- El "Che" Guevara (1968)
- Starblack (1968)
- L'ira di Dio (1968)
- Le calde notti di Lady Hamilton (1968)
- Quel maledetto ponte sull'Elba (1969)
- Kidnapping! Paga o uccidiamo tuo figlio (1969)
- La battaglia della Neretva (1969)
- 5 bambole per la luna d'agosto (1970)
- La colomba non deve volare (1970)
- Historia de una traición (1971)
- ...dopo di che, uccide il maschio e lo divora (1971)
- O' Cangaceiro (1971)
- Quando gli uomini armarono la clava e... con le donne fecero din don (1971)
- Il sergente Klems (1971)
- Le calde notti di Poppea (1972)
- Ragazza tutta nuda assassinata nel parco (1972)
- A.A.A. Massaggiatrice bella presenza offresi... (1972)
- Poppea... una prostituta al servizio dell'impero (1972)
- Elena sì... ma di Troia (1973)
- Il boss(1973)
- Campa carogna... la taglia cresce (1973)
- Number one (1973)
- Lo chiamavano Mezzogiorno (1973)
- L'ultima chance (1973)
- L'assassino ha riservato nove poltrone (1974)
- 5 donne per l'assassino (1974)
- La testa del serpente (1975)
- L'uomo che sfidò l'organizzazione (1975)
- Sfida sul fondo (1976)
- La lupa mannara (1976)
- Oh, Serafina! (1976)
- Genova a mano armata (1976)
- La ragazza dal pigiama giallo (1977)
- Interno di un convento (1978)
- L'immoralità (1978)
- Vendetta napoletana (Maria)  (1980)
- Champagne... e fagioli (1980)
- Teste di quoio (1981)
- Napoli, Palermo, New York - Il triangolo della camorra (1981)
- Lo squartatore di New York (1982)
- Briganti (1983)
- I guerrieri dell'anno 2072 (1984)
- I giorni dell'inferno (1986)
- Vacanze di Natale '95 (1995)